# José María Bermúdez de Castro y Risueño
José María Bermúdez de Castro y Risueño (Madrid, 18 de juny de 1952) és un paleoantropòleg espanyol.
Llicenciat (1977) i doctor (1985) en Ciències biològiques per la Universitat Complutense de Madrid. El seu principal camp d'estudi és la paleoantropologia.

## Excavacions
Codirector de les excavacions dels jaciments pleistocens d'Atapuerca, conjuntament amb Juan Luis Arsuaga i Eudald Carbonell i Roura. També intervé al jaciment de Pinilla del Valle (Madrid) i ha participat en les excavacions dels jaciments musteriencs de Valdegoba (Burgos) i l'Abric Romaní de Capellades.

## Premis i càrrecs
És, juntament amb els altres codirectors d'Atapuerca Premi Príncep d'Astúries d'Investigació Científica i Tècnica (1997). Premi de Ciències Socials i Humanitats de la Comunitat de Castella i Lleó (1998). Professor Titular de la Universitat Complutense, Investigador del CSIC, professor d'investigació al Departament de Paleobiologia del Museu Nacional de Ciències naturals, del Consejo Superior de Investigaciones Científicas (CSIC), membre del Comitè Científic de la Revista Española de Antropología Biológica (des de 1995) i membre del Comitè Científic de la Revista Española de Paleontología (des de 1991). Vicepresident i patró de la Fundación Atapuerca. Membre del Comitè Avaluador de la revista Journal of Human Evolution (SCI), membre del Consell Assessor de la Fundación Duques de Soria i membre del Consell Permanent de l'Associació Internacional per a l'Estudi de la Paleontologia Humana de la UNESCO: Conseil International de la Philosophie et des Sciences Humaines, Union Internationales des Sciences Préhistoriques et Protohistoriques (2000). Acadèmic corresponent de la Real Academia de Medicina y Cirugía de Galicia (2002).

## Publicacions

### Llibres de divulgació
- Bermúdez de Castro JM, Arsuaga JL, Carbonell E i Rodríguez J (Eds.) (1999): Atapuerca. Nuestros antecesores. Junta de Castilla y León ISBN 978-84-7846-871-3
- Bermúdez de Castro JM (2002): El chico de la Gran Dolina. En los orígenes de lo humano. Crítica, Col. Drakontos. ISBN 978-84-8432-317-4
- Arsuaga JL, Bermúdez de Castro JM, Carbonell E i Trueba J (2003): Los Primeros Europeos: Tesoros de la Sierra de Atapuerca. Junta de Castilla y León ISBN 978-84-9718-143-3
- Bermúdez de Castro JM, Márquez Mora B, Mateos Cachorro A, Martinón-Torres M i Sarmiento Pérez S (2004): Hijos de un tiempo perdido. La búsqueda de nuestros antepasados. Editorial Crítica, Col. Ares y Mares [Ilustraciones de Dionisio Álvarez] ISBN 978-84-8432-545-1 (Premio Prisma al mejor libro de divulgación 2004)
- Bermúdez de Castro JM i Carbonell E (2004): Atapuerca, perdidos en la colina. La historia humana y cientifica del equipo investigador. Ediciones Destino, S.A., Col. Imago Mundi, 55 ISBN 978-84-233-3648-7

### Articles científics
(Selecció en ordre cronològic de publicació)
- López de Ipiña S i Bermúdez de Castro JM (1987): Análisis de la variabilidad dental en las poblaciones prehistóricas de Canarias. Zainak, 4: 133-168
- Rosas A, Aguirre E i Bermúdez de Castro JM (1991). Mandibules et dents d'Ibeas (Espagne) dans le contexte de l'évolution humaine en Europe. L'Anthropologie, 95: 89–102
- Bermúdez de Castro JM (1993): Tafonomía y paleobiología de homínidos. En: El Cuaternario en España y Portugal, Vol. 2. 1993, Instituto Geológico y Minero de España: 965-974
- Carbonell E, Bermúdez de Castro JM, Arsuaga JL, Díez JC, Rosas A, Cuenca-Bescós G, Sala R, Mosquera M i Rodríguez XP (1995): Lower Pleistocene hominids and artifacts from Atapuerca-TD6 (Spain). Science, 269(5225):826-830
- Bermúdez de Castro, JM (1995): Determinantes de la variabilidad de los dientes en homínidos. Coloquios de Paleontología, 47: 117-132
- Fernández-Jalvo Y, Díez JC, Bermúdez de Castro JM, Carbonell E i Arsuaga JL. (1996): Evidence of early cannibalism. Science, 271(5247):277-278
- Arsuaga JL, Carretero JM, Lorenzo C, Gracia A, Martínez I, Bermúdez de Castro JM y Carbonell E. (1997): Size variation in Middle Pleistocene humans. Science, 277(5329):1086-1088
- Bermúdez de Castro JM, Arsuaga JL, Carbonell E, Rosas A, Martínez I y Mosquera M. (1997): A hominid from the lower Pleistocene of Atapuerca, Spain: possible ancestor to Neandertals and modern humans. Science, 276(5317):1392-1395
- DD.AA. (1997) Special issue Sima de los Huesos. J Hum Evol, 33(2-3): 105-421
- Arsuaga JL, Lorenzo C, Carretero JM, Gracia A, Martínez I, García N, Bermúdez de Castro JM y Carbonell E. (1999): A complete human pelvis from the Middle Pleistocene of Spain. Nature, 399(6733):255-258.
- DD.AA. (1999) Special issue Gran Dolina. J Hum Evol, 37(3-4): 309-700
- Carbonell E, Arsuaga JL y Bermúdez de Castro JM (Coords.) (2001) Atapuerca. L'Anthropologie, vol. spec
- Lozano M, Muela A, Martinón-Torres M, Sarmiento S y Bermúdez de Castro JM (2004): Paleodemografía del yacimiento del Pleistoceno Medio de la Sima de los Huesos (Sierra de Atapuerca, Burgos). Zona arqueológica, 4(3): 10-23
- Carbonell E, Bermúdez de Castro JM, Arsuaga JL, Allue E, Bastir M, Benito A, Cáceres I, Canals T, Díez JC, van der Made J, Mosquera M, Ollé A, Pérez-González A, Rodríguez J, Rodríguez XP, Rosas A, Rosell J, Sala R, Vallverdú J i Vergés JM (2005): An Early Pleistocene hominin mandible from Atapuerca-TD6, Spain. Proc Natl Acad Sci U S A, 102(16):5674-5678

### Articles de divulgació
- Arsuaga JL, Bermúdez de Castro JM y Carbonell E (1994): La Sierra de Atapuerca. Los homínidos y sus actividades. Revista de Arqueología, 159
- Díez JC, Nicolás ME, Pérez A, Mosquera M, Sánchez A, Rodríguez J y Bermúdez de Castro JM (1995): El nicho ecológico de los homínidos del Pleistoceno Medio de Atapuerca. Complutum, 6: 9-56
- Arsuaga JL, Carbonell E y Bermúdez de Castro JM (1995): Los fósiles humanos del nivel TD6 de Gran Dolina (Sierra de Atapuerca, Burgos) y el origen de los neadertales y de las poblaaciones modernas. Numantia, 7: 9-20
- Arsuaga JL, Martínez I, Bermúdez de Castro JM, Rosas A, Carbonell E y Mosquera, M (1997): Homo antecessor, una especie del Pleistoceno inferior de Atapuerca. Mundo Científico, 181: 649
- Bermúdez de Castro, JM (1998): Paleodemografía y biología de los homínidos del Pleistoceno Medio de Europa: el caso de la Sima de los Huesos de Atapuerca. Arbor, 635-636: 215-234
- Carbonell E, Arsuaga JL, Bermúdez de Castro JM, Cáceres, I, Díez JC, Fernández-Jalbo Y, Mosquera M, Rodríguez JP, Rosell J, Sala R y Vallverdú J (1998): Homo antecessor y su medio natural, Mundo Científico, 192: 42-49
- Arsuaga JL, Rodríguez XP, Mosquera M, Allué E, Díez C, Canals A, Cáceres I, Carbonell E, Ollé A, y Bermúdez de Castro JM (1998): La revolución de Atapuerca. Revista de arqueología, 210: 16-27
- Sarmiento S, Cunha E y Bermúdez de Castro JM (2000): Dimorfismo sexual en dientes humanos. Mundo científico, 214: 17-21
- Arsuaga JL y Bermúdez de Castro JM (2000): 1997-2001: l'estatus del Homo antecessor. Zephyrus, 53-54: 5-14
- Martinón-Torres M, Sarmiento S, Gómez A, Carbonell E, Lozano M y Bermúdez de Castro JM (2005): Origen y filogenia de los primeros homínidos de Europa. Munibe, 57(3): 279-287
- Bermúdez de Castro JM (2008): Claves de la evolución humana en el Pleistoceno. Investigación y Ciencia, 376: 80-88